# Antonio Ferradini
Antonio Ferradini (Nàpols, 1718? - Praga, 1779) fou un compositor italià.

## Biografia
Se'n sap poc de la seva vida. Va escriure la seva primera composició el 1739, probablement una obra sagrada, que segueix sent desconeguda. Uns anys més tard va seguir la composició d'un oratori, Il Giuseppe riconosciuto, representades a la seva ciutat natal el 1745. Des de 1751 va viatjar pel nord d'Itàlia i Espanya, on estrenava les seves obres: així va estar a Lugo, Forlì, Barcelona, Madrid, Florència, Reggio Emilia, Milà, Lucca i Parma. Va ser a Parma el 1757, on va conèixer Carlo Goldoni, del qual va musicar el llibret Il festino. Finalment es traslladà a Praga, on va començar la composició només de música sacra.

## Òperes
- La finta frascatana (Gennaro Antonio Federico), commedia per musica 3 actes (1750 Nàpols)
- Ermelinda dramma per musica (1751 Lugo)
- Artaserse (Metastasio), dramma per musica 3 actes (1752 Forlì)
- L'opera in prova dramma giocoso (1752 Lodi)
- Emira, dramma per musica
- Il festino (Carlo Goldoni), dramma giocoso 3 actes (1757 Parma)
- Il Solimano (Giovanni Ambrogio Migliavacca), dramma per musica 3 actes (1757 Florència)
- L'Antigono (Metastasio), dramma per musica 3 actes (1758 Reggio)
- Demofoonte (Metastasio), dramma per musica 3 actes (1758 Milà)
- Ricimero re de' goti (Francesco Silvani), dramma per musica (1758 Parma)
- Didone abbandonata (Metastasio), dramma per musica 3 actes (1760 Lucca)[1]